# کاوه فولادی‌نسب
کاوه فولادی‌نسب (زاده ۱۳۵۹)، نویسنده، مترجم، روزنامه‌نگار ادبی روزنامه‌های اصلاح‌طلب و مدرس داستان‌نویسی ایرانی است.

## زندگی
کاوه فولادی‌نسب متولد ۱۳ مرداد ۱۳۵۹ (۴ اوت ۱۹۸۰) در تهران است. او در سال ۱۳۸۴ مدرک کارشناسی ارشد معماری خود را از دانشکدهٔ هنر و معماری دانشگاه آزاد اسلامی تهران مرکز دریافت کرد. پس از آن در کنار فعالیت‌های ادبی، به کار حرفه‌ای در زمینهٔ معماریو تدریس این رشته در دانشگاه‌های تهران مشغول بود. در سال ۱۳۹۲ پژوهش دکترای خود را در رشتهٔ برنامه‌ریزی شهری و منطقه‌ای در دانشگاه فنی برلین شروع کرد و در حال حاضر به عنوان (TU Berlin) پژوهشگر آزاد دانشگاه فنی برلین و عضو مرکز پژوهش‌های فنی و اجتماعی (ZTG) همین دانشگاه مشغول به فعالیت است.
فولادی‌نسب عضو مجمع مؤسسان انجمن صنفی داستان‌نویسان استان تهران، عضو انجمن صنفی روزنامه‌نگاران استان تهران، عضو فدراسیون جهانی روزنامه‌نگاران (IFJ) و عضو جامعهٔ مهندسان معمار ایران است.

## فعالیت‌های ادبی و پژوهشی
فولادی‌نسب از سال ۱۳۸۰ در کارگاه داستان‌نویسی جمال میرصادقی نوشتنِ داستان را شروع کرد و تا سال ۱۳۸۷ در این کارگاه حضور داشت. وی در سال ۱۳۸۹ اولین کتابش «مزار در همین حوالی» را منتشر کرد.
در سال ۱۳۹۰ تک‌نگاری «مسجد امام تهران» را به همراه همسرش نوشت. این کتاب شکل‌گیری مسجد شاه تهران را روایت می‌کند. فولادی‌نسب مجموعهٔ چهارجلدی «حرفه: داستان‌نویس» در زمینهٔ داستان و داستان‌نویسی را از انگلیسی به فارسی برگرداند.
«بئاتریس و ویرژیل» رمانی است نوشتهٔ یان مارتل، نویسندهٔ کانادایی که فولادی‌نسب و کهنسال نودهی از انگلیسی به فارسی ترجمه کرده‌اند.
فولادی‌نسب در سال ۱۳۹۵ دومین کتاب داستانیِ خود «هشت و چهل‌وچهار» را منتشر کرد؛ رمانی شهری که در دوران معاصر جریان دارد و گوشه‌هایی از تاریخ معاصر تهران را نیز به تصویر می‌کشد. مسعود بهنود، روزنامه‌نگار مقیم لندن در روز سه‌شنبه ۲۰ اسفند ۱۳۹۸، کتاب «هشت و چهل‌وچهار» به قلم کاوه فولادی‌نسب را در رادیو بی‌بی‌سی فارسی معرفی کرده است. اثر دیگر او، ترجمه‌ای است مشترک با کهنسال نودهی، «نوشتن مانند بزرگان» نام دارد در سال ۱۳۹۶ منتشر شد. این کتاب نوشتهٔ ویلیام کین، مدرس دانشگاه شهر نیویورک است و به بررسی و تحلیل شیوهٔ روایت، سبک و فنون بلاغی تعدادی از نویسندگان بزرگ ادبیات جدید می‌پردازد. فولادی‌نسب در سال۱۳۹۶ به همراه کهنسال نودهی مجموعهٔ شش‌جلدی داستان مصور «در جستجوی زمان از دست رفته» نوشتهٔ استفان اوئه نویسندهٔ فرانسوی را ترجمه کرد. این اثر، اقتباسی از رمان در جستجوی زمان از دست رفته، نوشتهٔ مارسل پروست است. ترجمهٔ این داستان مصور در سال‌های ۱۳۹۸ و ۱۳۹۹ توسط نشر ثالث منتشر شد. تازه‌ترین اثرِ داستانی فولادی‌نسب رمان برلینی‌ها است که نشر چشمه در زمستان ۱۴۰۰ آن را منتشر کرده. این رمان که سومین اثرِ داستانی او و دومین رمانش محسوب می‌شود، قصهٔ یک نویسندهٔ جوان و همسرش است در شهر برلین. رمان، با وقایعی رازآلود و آدم‌هایی که هر کدام چیزی را پنهان می‌کنند، متصل می‌شود به سرنوشت چند نسل از ایرانی‌ها.
همچنین وی چندین مقاله در حوزهٔ مسایل شهری از جمله «ادبیات و شهر» و «داستان شهری» نوشته است.
فولادی‌نسب از سال ۱۳۹۲ آموزش داستان‌نویسی را شروع کرد او طراح دوره‌ای به نام «برنامهٔ یک‌سالهٔ آموزش دانش‌های داستانی» است که از سال ۱۳۹۵ شروع شده است. به گفتهٔ وی، این اولین گام برای ایجاد مدرسهٔ خصوصی داستان‌نویسی است.

## آثار

### تألیف
- مزار در همین حوالی، ۱۳۸۹، مجموعه داستان، تهران، نشر افراز[۲۹]
- مسجد امام تهران، ۱۳۹۰، تک نگاری، همراه با مریم کهنسال‌نودهی، دفتر پژوهش‌های فرهنگی، تهران، نشر افق[۳۰]
- سرگذشت معماری در ایران، ۱۳۹۳، همراه با مریم کهنسال‌نودهی، تهران، نشر افق[۳۱]
- جریان چهارم، ۱۳۹۴، پژوهش و نقد ادبی، همراه با محمود قلی‌پور و مریم کهنسال‌نودهی، تهران، نشر نگاه[۳۲]
- هشت و چهل‌وچهار، ۱۳۹۵، رمان، تهران، نشر چشمه[۳۳]
- برلینی‌ها، ۱۴۰۰، رمان، تهران، نشر چشمه[۳۴]

### ترجمه
- حرفه: داستان‌نویس، ۱۳۹۱ و ۱۳۹۲، (چهار جلد)، نقد ادبی، همراه با مریم کهنسال‌نودهی، نوشتهٔ جرج کرول اوتس، جان آپدایک و سایر نویسندگان، تهران، نشر چشمه و نشر زاوش[۳۵]
- بئاتریس و ویرژیل، ۱۳۹۴، رمان، همراه با مریم کهنسال‌نودهی، نوشتهٔ یان مارتل، تهران، نشر چشمه[۳۶]
- نوشتن مانند بزرگان، ۱۳۹۵، (جلد اول) نقد ادبی، همراه با مریم کهنسال‌نودهی، نوشتهٔ ویلیام کین، تهران، نشر چشمه[۳۷]
- در جستجوی زمان ازدست‌رفته، ۱۳۹۸ و ۱۳۹۹ (شش جلد)، داستان مصور (اقتباس استفان اوئه و استینسلاس برزه)، همراه مریم کهنسال نودهی، نوشتهٔ مارسل پروست، تهران، نشر ثالث

### دبیری
- خیابان ولی‌عصر تهران؛ روایت‌های داستانی، ۱۴۰۰، مجموعه‌داستان، تهران، نشر ثالث[۳۸]
- خیابان ولی‌عصر تهران؛ روایت‌های غیرداستانی، ۱۴۰۰، مجموعهٔ جستارها، تهران، نشر ثالث[۳۹]

## فعالیت‌های مطبوعاتی

### ستون‌های هفتگی
- باغ‌هایی که در آن‌ها گشته‌ام (نقد ادبی)، هفته‌نامهٔ کرگدن[۴۰]
- دیوان شرقی-غربی (مطالعات فرهنگی و بررسی‌های اجتماعی)، هفته‌نامهٔ کرگدن
- هزارتوی خیال (نقد و تحلیل ادبی)، وقایع اتفاقیه (روزنامه)[۴۱]
- متن در حاشیه (تأملاتی در فرهنگ)، اعتماد (روزنامه)[۴۲]
- ابرهایی که بر من باریده‌اند (نقد ادبی)، هفته‌نامهٔ کرگدن[۴۳]
- امداد! برای نویسندگان (متدولوژی نوشتن)، نوشتهٔ روی پیتر کلارک، ترجمه همراه با مریم کهنسال نودهی، هفته‌نامهٔ کرگدن
- تأملات (نقد و یادداشت ادبی)، هفته‌نامهٔ کرگدن
- تأملات (نقد و یادداشت ادبی)، روزنامه آرمان
- حاشیه‌نشین (داستان کوتاه)، روزنامهٔ مردم امروز
- در حوالی ادبیات (یادداشت ادبی)، شهروند (روزنامه)
- ساید استوری (یادداشت ادبی)، بهار (روزنامه)
- مدایح بی‌صله (نقد اجتماعی)، بهار (روزنامه)[۴۴]
- زیر آسمان تهران (داستان کوتاه)، اعتماد (روزنامه)[۴۵]
- اندر احوالات یک مدرس (داستان کوتاه)، اعتماد (روزنامه)[۴۶]
- گپ (گفتگو)، همراه با مریم کهنسال نودهی، همشهری (روزنامه)
- سلام کتاب (نقد ادبی)، فرهیختگان (روزنامه)